# Савинський цукровий завод
Савинський цукровий завод — підприємство харчової промисловості у селищі міського типу Савинці Балаклійського району Харківської області.

## Історія
Завод був побудований відповідно до шостого п'ятирічного плану розвитку народного господарства СРСР, введений в експлуатацію 21 грудня 1962 року і став одним з найбільших цукрових заводів СРСР. У 1965 року виробничі потужності заводу забезпечували можливість переробки 25 тис. центнерів цукрових буряків на добу. У часи радянської окупації входив до числа найбільших підприємств селища, на балансі підприємства знаходилися житлові будинки та об'єкти соціальної інфраструктури.
Після проголошення незалежності України завод було передано у відання міністерства сільського господарства та продовольства України. В липні 1995 року Кабінет Міністрів України ухвалив рішення про приватизацію заводу протягом 1995 року, після чого державне підприємство було перетворено на відкрите акціонерне товариство.
В 1995 році завод виробив 29,7 тис. тонн цукру, 1998 року - 14,4 тис. тонн цукру, 1999 року - 17 тис. тонн цукру. тонн цукру. 2002 року виробничі потужності підприємства забезпечували можливість виробити 2,45 тис. т. цукру на добу. Всього з початку січня до 23 грудня 2002 завод переробив 136 тис. т. буряків і виробив 16 895 тонн цукру. 2003 року завод виробив 17 тис. тонн цукру. У січні 2004 року власниками заводу стала київська група компаній "Укррос". 2006 року завод виробив 18,9 тис. тонн цукру.
Економічна криза, що почалася в 2008 році, ускладнила становище підприємства. У 2008 році завод переробив 101,8 тис. т буряків і виробив 13,8 тис. т цукру, але в березні 2009 року власники заводу (київська група компаній ВАТ "Цукровий союз "Укррос") вирішили зупинити виробництво та законсервувати обладнання. У цей час завод був найбільшим чинним підприємством в Савинцях, чисельність робітників становила 2 тис. чоловік.
2011 року власником 50% статутного фонду підприємства став агрохолдинг ТОВ "Астарта-Київ". У вересні 2011 року завод відновив роботу. У 2013 році завод переробив 82 тис. т. буряків та виробив 10,5 тис. т. тонн цукру. Савинський цукровий завод є найбільшим діючим цукровим заводом на території Харківської області.